# Lovick Friend
Lovick Bransby Friend, né le 25 avril 1856 et mort le 19 novembre 1944, est un major-général britannique, joueur de cricket et footballeur.

## Biographie
Lovick Friend naît dans Halfway Street à Sidcup dans le Kent. Il suit sa scolarité à Cheltenham College avant d’intégrer la Royal Military Academy Woolwich.

### Carrière sportive
Lovick Friend est un joueur de cricket pour le Kent County Cricket Club et le Marylebone Cricket Club. Il est batteur droitier.
Comme nombre de ses contemporains sportifs, il joue aussi au football. Il est le gardien de but du Royal Engineers Association Football Club. Il dispute avec son club la finale de la Coupe d'Angleterre de football 1877-1878, match perdu 3-1 contre le Wanderers Football Club.

### Carrière militaire
À la sortie de la Royal Military Academy de Woolwich, Friend est affecté au Royal Engineers en 1873.
En 1883 il devient instructeur à la Royal Military Academy de Sandhurst et en 1885 il est nommé Secrétaire du Royal Engineers Experimental Committee.
Friend combat lors de la bataille d'Omdurman au Soudan en 1898 avant d’être nommé directeur de l’approvisionnement et du génie au sein de l’Armée d’Égypte en 1908.
En 1912 il est promu Major-Général chargé de l’administration au sein du commandement de l’armée d’Irlande avant de prendre le commandement en chef de cette même armée en 1914. Il est remplacé à ce poste après l’Insurrection de Pâques en 1916.
De 1916 à la prise de sa retraite en 1920, il est Président de la commission des plaintes de l’armée britannique en France.

## Palmarès sportif
Royal Engineers AFC
- Finaliste de la Coupe d'Angleterre en 1877